# Cantone di Seignanx
Il Cantone di Seignanx è una divisione amministrativa dell'Arrondissement di Dax.
È stato costituito a seguito della riforma approvata con decreto del 18 febbraio 2014, che ha avuto attuazione dopo le elezioni dipartimentali del 2015.

## Composizione
Comprende gli 8 comuni di:
- Biarrotte
- Biaudos
- Ondres
- Saint-André-de-Seignanx
- Saint-Barthélemy
- Saint-Laurent-de-Gosse
- Saint-Martin-de-Seignanx
- Tarnos